# Idade do Ferro

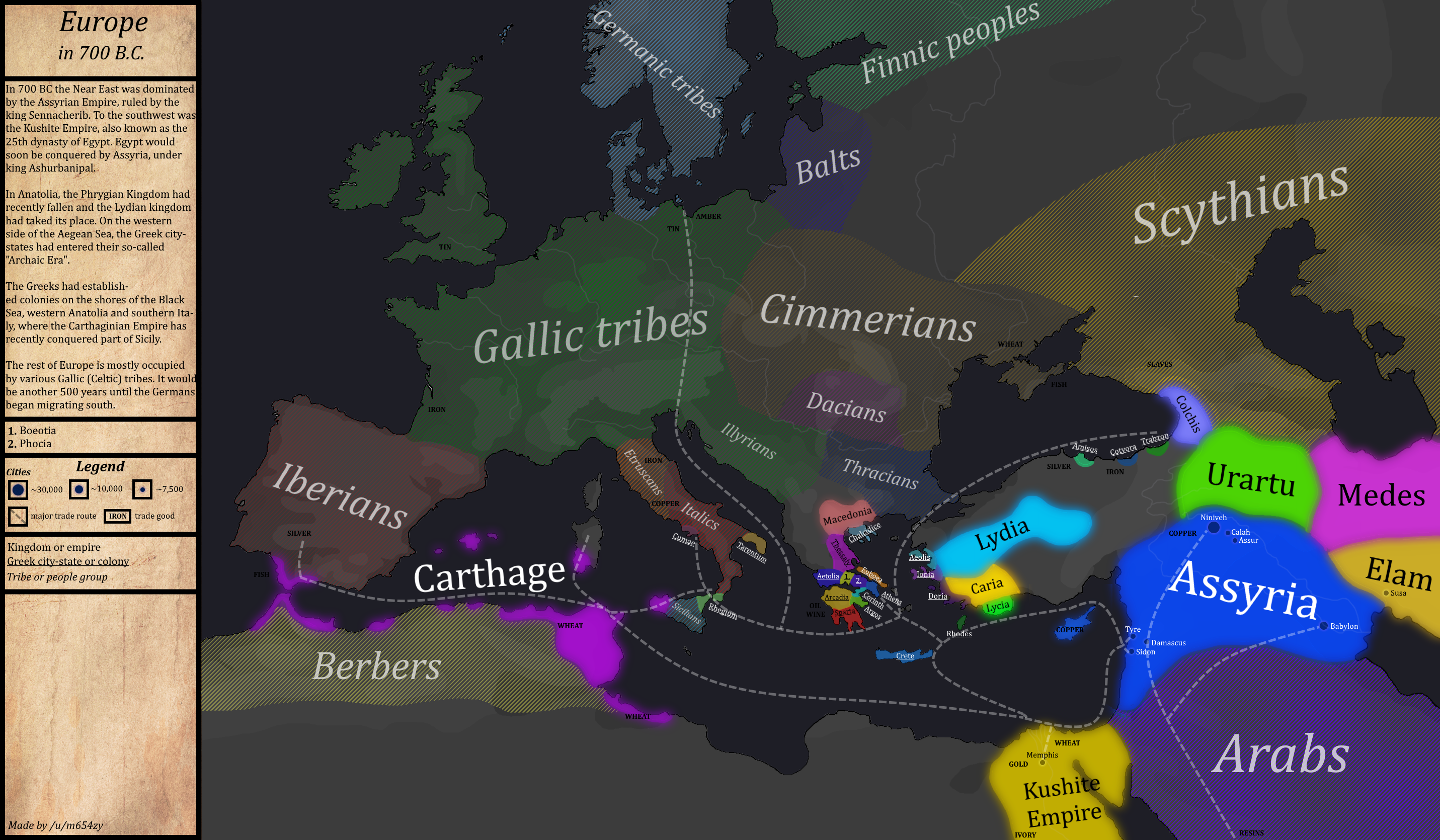
Europa, África do Norte e o Oriente Próximo em.

A Idade do Ferro (c. de 1 200 a.C. à c. 1 000 d.C.) se refere ao período em que ocorreu a metalurgia do ferro (metal superior ao bronze em relação à dureza e abundância de jazidas). Essa Idade é caracterizada pela utilização do ferro como metal, utilização importada do Oriente através da emigração de diversas tribos da Eurásia, que a partir de 1 200 a.C. começaram a chegar a Eurásia ocidental, e o seu período alcança até o ano 1 000 d.C.).
A Idade do Ferro é o último dos três principais períodos no Sistema de Três Idades, utilizado para classificar as sociedades pré-históricas, sendo precedido pela Idade do Bronze. A data de início, duração e contexto varia de acordo com a região estudada. O primeiro surgimento conhecido de sociedades com nível cultural e tecnológico correspondente à Idade do Ferro se dá no século XII a.C. em diversos locais: no Oriente Próximo, na Índia antiga, com a civilização védica, na Grécia antiga, durante a Idade das Trevas grega e na França pré-romana.
Em outras regiões europeias, o início da Idade do Ferro foi bastante posterior, não tendo se desenvolvido na Europa central até século VIII a.C., até o século VI a.C. no norte de Europa. Na África o primeiro exponente conhecido do uso do ferro pela fundição e forja se dá na cultura de Noque, na atual Nigéria, por volta do século XI a.C. Porém se acredita que o ferro meteorítico, uma liga de ferro-níquel, fosse já usado por diversos povos antigos milhares de anos antes da Idade do Ferro, já que sendo nativo no seu estado metálico, não necessitava a extração e fusão do mineral.

## Cronologia

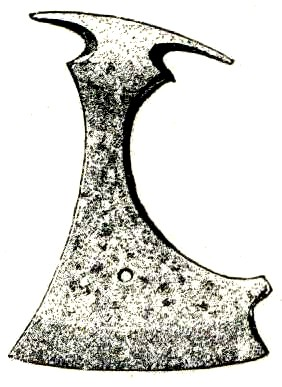
Peça da idade do Ferro.

Ainda na Idade do Bronze, um crescente número de objetos de ferro fundido, distinguíveis do ferro meteorítico pela falta de níquel, começou a aparecer por toda Anatólia, Mesopotâmia, subcontinente Indiano, Levante, Mediterrâneo e Egito. Algumas fontes propõem que o ferro fosse um subproduto casual do refino do cobre, sem um processo reproduzível pela metalurgia da época.
A mais antiga produção sistemática e uso de utensílios de ferro começa na Anatólia. Também existe uma teoria que a produção africana de ferro iniciou mais ou menos ao mesmo tempo, possivelmente até antes que na Anatólia, porém descobertas recentes sugerem que o trabalho do ferro aparece na Anatólia desde 2 000 a.C.. A atual pesquisa arqueológica no vale do Ganges, atesta a produção de ferro desde 1 800 a.C.. Desde 1 200 a.C., o ferro era amplamente utilizado no Oriente Médio, porém sem suplantar em nenhum momento o uso do bronze.
Já foi sugerido que a falta de estanho fosse o motivo do colapso da Idade do Bronze, com a interrupção do comércio no Mediterrâneo por volta de 1 300 a.C. levando à busca de metais alternativos. Existem evidências nesta época que vários objetos de bronze foram reciclados e transformados em armas. Com o uso mais difundido do ferro, foi desenvolvida a tecnologia necessária para fazer um aço maleável, fazendo com que os preços baixassem. Como resultado, quando houve estanho disponível novamente, o ferro já havia ganhado a preferência na produção de armas e ferramentas, sendo barato o suficiente para substituir o bronze. O ferro sendo um material mais resistente e leve, trazia vantagens tecnológicas para as civilizações que o adotavam.
Porém trabalhos arqueológicos mais recentes, mudaram não somente a cronologia, mas também as causas da transição do bronze para o ferro. Além do ferro estar sendo produzido na Índia desde 1 800 a.C., vários sítios africanos possuem artefatos de ferro desde pelo menos 1 200 a.C., se opondo a ideia de que houve uma descoberta única do ferro que depois se difundiu pelo mundo.

## A Idade do Ferro pelo Mundo

### Oriente próximo
Na Caldeia e Assíria, o ferro é usado desde pelo menos 4 000 a.C.. Um dos primeiros artefatos de ferro conhecidos é uma adaga, com a lâmina de ferro encontrada numa tumba Hatita na Anatólia e datada de 2 500 a.C.. O uso de armas de ferro se difundiu rapidamente e substituiu o bronze por todo o Oriente Próximo no começo do primeiro milênio BC.
O desenvolvimento da fundição de ferro já foi atribuído aos Hititas. Acreditava-se que eles mantiveram o monopólio da metalurgia do ferro e que seu império foi baseado nesta vantagem tecnológica. Porém esta teoria não é mais aceita pela maioria dos especialistas, já que não existe evidência arqueológica desse monopólio. Enquanto existem objetos de ferro na idade do Bronze na Anatólia, o número é comparável aos objetos de ferro encontrados no Egito e outros locais no mesmo período, e somente um pequeno número destes objetos são armas.

### Europa
O período da Idade do Ferro é dividido em período da cultura de Hallstatt e período da cultura de La Tène.
Na Europa Central, a Idade do Ferro se divide em quatro períodos:
- Cultura dos Túmulos.
- Cultura dos Campos de Urnas (1 200-725 a.C.)
- Cultura de Hallstatt (800-450 a.C.)
- Cultura de La Tène (de 450 a.C. até à conquista romana).

Na Alemanha, os historiadores diferenciam uma Idade do Ferro entre pré-romana e outra romana (cultura de Jastorf). Na Escandinávia, arqueólogos e historiadores dividem o período em Idade do Ferro pré-romana, Idade do Ferro romana, Era das Migrações, Era de Vendel e Era Viquingue.
Em Portugal, então parte da Hispânia, a Idade do Ferro é essencialmente dominada pela ocupação do território pelo Império Romano, embora possamos depender da divisão do período em Idade do Ferro I e Idade do Ferro II, como o fez Armando Coelho na sua obra Cultura Castreja.

## Mitologia
No seu Os Trabalhos e os Dias, Hesíodo menciona as cinco Eras do Homem: a Idade do Ouro, a época em que Cronos era rei dos deuses, a Idade da Prata, criada pelos deuses do Olimpo e destruída por Zeus porque eles não queriam adorar os deuses, a Idade do Bronze, criada por Zeus, quando usavam-se instrumentos de bronze e não se conhecia o ferro, a Idade dos Heróis, de homens chamados de semi-deuses, e a quinta, a Idade do Ferro, que continuava até os dias de Hesíodo.